# Adam Hoszowski
Adam Hoszowski (ur. 3 listopada 1890 w Stanisławowie, zm. 4 grudnia 1975 w Sanoku) – polski inżynier górniczy, pracownik przemysłu naftowego.

## Życiorys
Urodził się 3 listopada 1890 w Stanisławowie. Był synem Władysława, maszynisty kolejowego, oraz Ireny. W 1910 ukończył VII klasę i zdał egzamin dojrzałości w C. K. Wyższej Szkole Realnej we Lwowie. Podjął studia na Politechnice Lwowskiej, przerwane w 1914 przez wybuch I wojny światowej, w czasie której służył w szeregach c. i k. armii.
W niepodległej II Rzeczypospolitej uzyskał uprawnienia do kierowania kopalniami naftowymi. Był zatrudniony w Państwowym Przedsiębiorstwie Naftowym „Polmin” z siedzibą w Borysławiu jako kierownik kopalni Zatoczyn. Podczas II wojny światowej pracował nadal w Borysławiu. W trakcie trwającej okupacji niemieckiej w 1943 jako pracownik Karpathen Öl Aktien Gesellschaft Lemberg (Karpacka Nafta, Spółka Akcyjna we Lwowie) był kierownikiem sekcji w zakładzie w Borysławiu. Pozostawał w tym mieście do marca 1945.
Od kwietnia 1945 był zastępcą kierownika sekcji Grabownica. Następnie został mianowany na stanowisko dyrektora Sektora Kopalń Sanok, które sprawował od 15 września 1945 do 31 marca 1949. Był organizatorem powojennym struktur tego przedsiębiorstwa (późniejszego Kopalnictwa Naftowego w Sanoku). W 1956 uzyskał tytuł inżyniera górniczego wiertnika na Akademii Górniczo-Hutniczej w Krakowie. Był długoletnim pracownikiem przemysłu naftowego. Z ostatniego zatrudnienia, Przedsiębiorstwa Geofizyka Kraków, odszedł na emeryturę 31 marca 1960. Później, w latach 60. został twórcą i współzałożycielem pierwszego w Europie skansenu naftowego - Muzeum Przemysłu Naftowego im. Ignacego Łukasiewicza w Bóbrce.
Był wieloletnim działaczem Stowarzyszenia Naukowo-Technicznego Inżynierów i Techników Przemysłu Naftowego w Polsce. Należał również do Aeroklubu Podkarpackiego, Ligi Przyjaciół Żołnierza, Towarzystwa Przyjaźni Polsko-Radzieckiej.
Był żonaty z Lubiną Hoszowską (1877-1947) oraz ponownie do końca życia. Zmarł 4 grudnia 1975 w Sanoku. Został pochowany w rodzinnym grobowcu na Cmentarzu Centralnym w Sanoku. W tym samym miejscu została pochowana jego druga żona, Maria Hoszowska z domu Baczyńska (1914-2006).

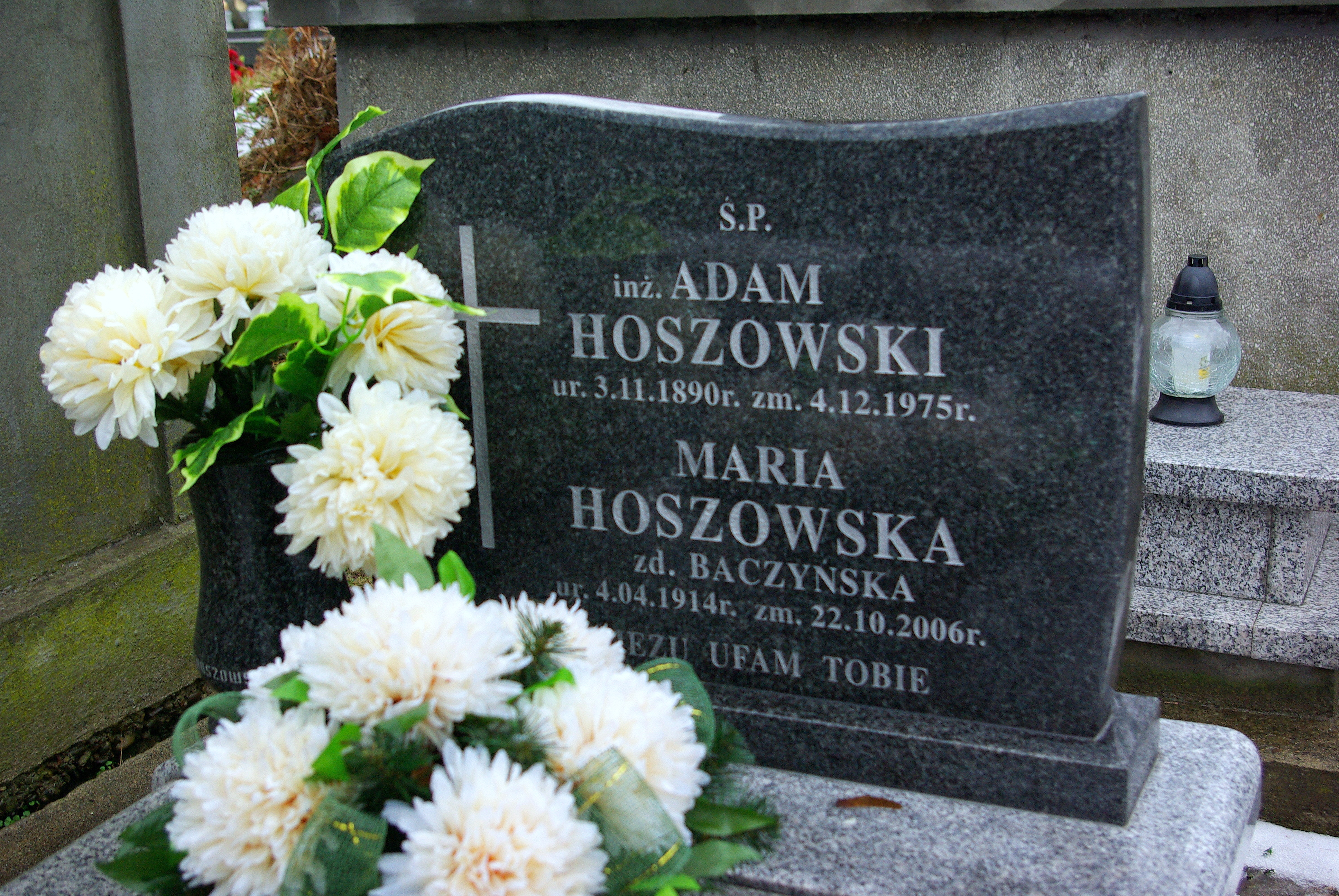
Nagrobek Adama Hoszowskiego

## Ordery i odznaczenia
- Krzyż Kawalerski Orderu Odrodzenia Polski[8]
- Złoty Krzyż Zasługi[8]
- Srebrny Krzyż Zasługi (1956, za zasługi w pracy zawodowej w dziedzinie górnictwa naftowego)[3][8]
- Złota Odznaka Honorowa NOT[8]
- Srebrna Odznaka Honorowa NOT[8]
- Medal dla uczczenia górnictwa naftowego w 1000-lecie Państwa Polskiego[8]
- Medal 50-lecia Polskiego Lotnictwa Sportowego[8]
- „Jubileuszowy Adres” (1984)[13]